# شهرستان لاندس (جورجیا)
شهرستان لاندس، جورجیا (به انگلیسی: Lowndes County, Georgia) یک سکونتگاه مسکونی در ایالات متحده آمریکا است که در جورجیا واقع شده‌است.

## خصوصیات
شهرستان لاندس ۱٬۳۲۳٫۴۹ کیلومترمربع مساحت دارد.